# Fiat Srbija
Fiat Srbija (ranije Fijat automobili Srbija (FAS) od 2008. do 2014. godine, zatim FCA Srbija (FCAS) do 2021.) je tvrtka za proizvodnju automobila sa sjedištem u Kragujevcu, Srbija. Automobilska proizvodnja u Kragujevcu traje više od pedeset godina. Tvrtka je nasljednica bivše Zastave, iako danas posluje pod imenom Fiat Srbija.

## Povijest
Zastava Kragujevac je osnovana 1853. godine nakon odluke srpskog Ministarstva unutarnjih poslova da središte industrije oružja bude u Kragujevcu. Tvrtka uspješno proizvodi puške i topove. Sljedeće godine počinje obrazovanje majstorskih kadrova u Srbiji. S radom počinje prva stručna škola u Srbiji, vojno-zanatska škola. Osamdesetih godina 19. stoljeća proizvodi pušku koja je proglašena najboljom na svijetu.1904. godine u tvrtci počinje popravak vozila. Također se u posebnoj auto-mehaničkoj radionici proizvode i pojedini auto dijelovi. 1939. godine počinje montiranje vozila američkog Chevrolet-a. 1953. godine tvrtka slavi sto godina postojanja. Iste godine tvrtka je sklopila ugovor s Fiat-om o otkupu licence za proizvodnju automobila, traktora i kamiona. Dvije godine kasnije proizvedeno je prvo nacionalno vozilo, Zastava 750. Sljedećih 35 godina tvrtka napreduje, te proizvedi razne automobile ne samo poznate u bivšoj Jugoslaviji, nego u cijelom svijetu. 1989. godina je rekordna godina kada je proizvedeno 230.570 vozila. 1991. godine počinje raspad Jugoslavije i rat, te sankcije Srbiji. Zbog toga Zastava prestaje izvoziti automobile što usporava napredak. Još gore, 1999. godine tijekom NATO-vog bombardiranja većina tvornice biva oštećena. Uz pomoć radnika, tvrtka opet započinje s proizvodnjom već nakon 6 mjeseci. 2001. godine proizveden je četiri milijunti putnički automobil, te izvezeno preko 700.000 automobila u 74 zemlje svijeta. 2008. godine Fiat kao većinski vlasnik preuzima tvrtku, te se ona od tada zove FAS (Fiat automobili Srbija).

## Najpoznatiji modeli

### Zastava 750
Prva Zastava 750 sišla je s proizvodnih traka 1955. godine. Automobil je ubrzo stekao nadimak "Fićo" te će pod tim nazivom ostati zapamćeni kao najpoznatiji srpski automobil svih vremena. Bio je pristupačan i nevjerojatno šarmantan. Nastao je po uzoru na talijanski Fiat 600. Imao je motor snage 16 kW. Proizvodio se punih 30 godina sve do 1985. godine. Za to vrijeme proizvedeno je 923.487 Zastava 750. 15. listopada 2005. godine, stotine vlasnika Zastave 750 okupilo se u Kragujevcu ispred ureda tvrtke kako bi obilježili 50. rođendan ovog automobila. Zastava 750 odigrala je presudnu ulogu u razvoju jugoslavenske automobilske industrije.

### Zastava 101
1971. godine Zastava je proizvela novi, moderniji automobil. Bila je to Zastava 101, popularno zvana "Stojadin". Bio je važan model automobilske industrije 1970-ih i najuspješniji model svih vremena. Proizvedene su dvije inačice ovog automobila. Prvo  s pet, a kasnije model Mediteran s troja vrata. Njegov motor imao je radnu zapremninu od 1116 cm kubičnih i snagu od 55 konjskih snaga. Proizvodnja ovog automobila prestala je 2008. godine. Proizvedeno je ukupno 1.273.532 Zastava 101.

### Yugo45
Yugo 45 počeo je s proizvodnjom 1981. godine u kragujevačkoj Zastavi. Izvozio se u cijelu Europu, a kasnih osamdesetih u SAD. Zastava je projektirala talijanska tvrtke Fiat. Prestaje se proizvoditi 2001. godine.

## Svi modeli
- Zastava 750
- Zastava 1300/1500
- Zastava 128
- Zastava 101
- Yugo 45
- Yugo 55
- Yugo 60
- Yugo Cabrio
- Yugo Florida
- Zastava 10